# Саньсянь
Саньсянь (от кит. 三弦, пиньинь sānxián — три струны) — традиционный китайский струнный щипковый музыкальный инструмент, использующийся как аккомпанемент в китайской опере и традиционном цзяннаньском ансамбле сычжу, а также при исполнении повествовательных песен дагушу (кит. 大鼓书) и таньцы. Бывает двух видов: большой и маленький.
Другое название — сяньцзы.

## История
До недавнего времени считалось, что саньсянь появился в Китае после монгольского завоевания, в XIV веке, однако современные исследования показывают, что саньсянь был известен ещё во времена династии Тан (VII—X вв.).
Саньсянь структурно схож с такими инструментами Центральной Азии, как сетар и танбур, а происхождение японского сямисэна ведётся напрямую от саньсяня (здесь промежуточной стадией стал также рюкюский сансин).
Саньсянь называют одним из четырёх ключевых музыкальных инструментов в пекинской опере (другими тремя являются цзинху, цзинэрху и юэцинь). Помимо саньсяня и юэциня, из щипковых инструментов в оркестре пекинской оперы может быть также пипа.

## Описание
Большой саньсянь распространён в большей степени на севере Китая, его длина достигает 120 сантиметров, в центрально-восточном Китае больше распространён маленький саньсянь длиной около 95 сантиметров, а на юге страны он может быть ещё короче — от 80 сантиметров.
Закруглённая прямоугольная дека обтянута спереди и сзади змеиной кожей. Держатель колков изогнут назад и не имеет ладов, шейка инструмента длинная. У саньсяня три колка удлинённой формы.
Традиционно три струны делались из шёлка; в настоящее время обычно делаются из обвитой нейлоном стали.
Во время игры саньсянь держится под наклоном, дека упирается в правое бедро музыканта, играют ногтями или небольшим медиатором.